# رونة المقاش (صعدة)
رونة المقاش هي إحدى قرى الجمهورية اليمنية. تتبع جغرافيا لمحافظة صعدة وإداريًا لمديرية الصفراء. يبلغ تعداد سكانها 1427 نسمة حسب الإحصاء الذي أجري عام 2004.
لها موقع مركزي ومحوري بالنسبة لمحافظة صعده فهي تعتبر قلب المحافظة ويوجد فيها الكثير من المنشاءات الحكومية الهامة مثل معسكر قوات الأمن المركزي واللواء التاسع مشاه وكذلك مكتب الزراعة وشركة النفط اليمنية فرع صعده وكذلك القصر الجمهوري وايضا سوق جياش المركزي ومركز الصادرات الزراعة يهواها الكثير من غير ابنائها حيث قدم للعيش والسكن فيها الكثير من خولان والاهنوم ورازح ومن بقية محافظات الجمهورية يوجد بها مدرسة الشهيد جياش الاساسية
ومن عزلها والقرى التابعة لها 
المعمر والبوايد والسربة ونسرين وشباعة ويرسم والزاوية